# (15363) Ysaÿe
(15363) Ysaÿe est un astéroïde de la ceinture principale.

## Description
(15363) Ysaÿe est un astéroïde de la ceinture principale. Il fut découvert le 18 mars 1996 à Kitt Peak par le projet Spacewatch. Il présente une orbite caractérisée par un demi-grand axe de 2,27 UA, une excentricité de 0,23 et une inclinaison de 5,3° par rapport à l'écliptique.

## Étymologie
Cet astéroïde est nommé en l'honneur d'Eugène Ysaÿe. 

## Compléments